# Via nova/Ddoje serenate
Via nova/Ddoje serenate è un singolo di Mario Merola pubblicato nel 1971.

## Storia
Il disco, che contiene due cover di brani, è un 45 giri inciso da Mario Merola.

## Tracce
Lato A
- Via nova (Cioffi - Bonagura)

Lato B
- Ddoje serenate (E.A. Mario)

## Incisioni
Il singolo fu inciso su 45 giri, con marchio Hello (HR 9069).